# Pont du Parc (Kiev)
Ne doit pas être confondu avec Pont des Amours.
 (mars 2017).
Si vous disposez d'ouvrages ou d'articles de référence ou si vous connaissez des sites web de qualité traitant du thème abordé ici, merci de compléter l'article en donnant les références utiles à sa vérifiabilité et en les liant à la section « Notes et références ».
Le Pont du parc (en ukrainien : Парковий міст), aussi appelé Pont des amoureux ou Pont du diable, est un pont piéton de Kiev inauguré le 22 novembre 1910 qui relie le parc municipal et le parc Krechtchatyk. Il est classé.

## Description
C'est un lieu de promenade très apprécié des kievains. Le pont se situe dans le parc Mariinskyi. Au XXIe siècle la mode des cadenas d'amour avec noms ou initiales de couples voulant symboliser leur amour éternel s'exprime sur le pont.
Ce pont a été construit pour permettre le passage depuis la rue principale de Kiev, Krechtchatyk par l'allée du Droit de Magdebourg, vers les rives du Dniepr. Il lui arrivait d'être secoué par de forts vents, et on sentait alors les planches bouger sous les pieds, d'où son autre surnom de « Pont du diable ».
Le 7 mai 2013, une statue de l'italien Luigi Pedutto et de l'ukrainienne Mokrina Iourzouk, fut érigée à côté du pont en mémoire de ces deux amoureux qui se sont rencontrés dans un camp pendant la Seconde Guerre mondiale en Autriche avant d'être séparés par la guerre froide. Ils sont de nouveau réunis en 2004 par une émission de télévision russe.
En 2017, afin d'alléger le vieux pont qui avait déjà souffert des événements d'Euromaïdan, les  cadenas ont été retirés. Les noms ou initiales, autrefois écrits sur les cadenas, ont été peints sur les planches du pont.